# Ronde van de Toekomst 1983
De Ronde van de Toekomst 1983 (Frans: Tour de l'Avenir 1983) werd gehouden van 6 tot en met 19 september in Frankrijk. 
De start van deze ronde werd gehouden in Bretagne en finish was in Zuid-Frankrijk aan de Côte-d'Azur. Het eerste deel was een vrij vlak parcours, de laatste etappes gingen over heuvelachtig terrein. Deze ronde bestond uit een proloog en vijftien etappes waarvan de vijfde een ploegentijdrit was en de achtste een individuele tijdrit. Op 13 september was een rustdag.
In deze Tour deed, net als in 1982, een Oost-Duits team mee. Van deze zogenaamde staatsamateurs was de 23-jarige Olaf Ludwig in 1983 het boegbeeld. Na de val van de Berlijnse Muur werden veel van deze Oost-Duitse wielrenners als professional ingelijfd door West-Europese wielerploegen. 

## Etappe-overzicht
| etappe  | datum        | start                  | finish                 | afstand  | winnaar                | klassementsleider     |
| ------- | ------------ | ---------------------- | ---------------------- | -------- | ---------------------- | --------------------- |
| proloog | 6 september  | Lorient                | Lorient                | 5,8 km   | Olaf Ludwig            | Olaf Ludwig           |
| 1e      | 7 september  | Lorient                | Plumelec               | 83 km    | Siegfried Hekimi       | Siegfried Hekimi      |
| 2e      | 7 september  | Plumelec               | Lorient                | 88,5 km  | Francis Castaing       | Siegfried Hekimi      |
| 3e      | 8 september  | Lorient                | Saint-Nazaire          | 193,5 km | Olaf Ludwig            | Siegfried Hekimi      |
| 4e      | 9 september  | Saint-Nazaire          | Chace                  | 199 km   | Frédéric Vichot        | Mario Kummer          |
| 5e (pt) | 10 september | Chace                  | Châtellerault          | 76,5 km  | Oost-Duitsland         | Mario Kummer          |
| 6e      | 11 september | Châtellerault          | Nevers                 | 209 km   | Olaf Ludwig            | Jean-François Chaurin |
| 7e      | 12 september | Nevers                 | Saint-Honoré           | 121 km   | Jonathan Boyer         | Jean-François Chaurin |
| 8e (it) | 12 september | Château-Chinon         | Château-Chinon         | 29 km    | Olaf Ludwig            | Olaf Ludwig           |
| 9e      | 14 september | Saint-Trivier          | Bourg-de-Peage         | 161 km   | Bernd Drogan           | Olaf Ludwig           |
| 10e     | 15 september | Bourg-de-Peage         | La Chapelle-en-Vercors | 99 km    | Alexi Grewal           | Olaf Ludwig           |
| 11e     | 15 september | La Chapelle-en-Vercors | Bourg-de-Péage         | 92,5 km  | Leo Wellens            | Olaf Ludwig           |
| 12e     | 16 september | Bourg-de-Péage         | Bessèges               | 180 km   | Pierre-Henri Menthéour | Olaf Ludwig           |
| 13e     | 17 september | Le Rouret              | Nimes                  | 199 km   | Denis Roux             | Olaf Ludwig           |
| 14e     | 18 september | Nimes                  | Vitrolles              | 137 km   | Vincent Barteau        | Olaf Ludwig           |
| 15e     | 19 september | Vitrolles              | Martigues              | 73 km    | Paul Wellens           | Olaf Ludwig           |

## Eindklassementen

### Algemeen klassement
| rang | renner                | land                           | tijd        |
| ---- | --------------------- | ------------------------------ | ----------- |
| 1    | Olaf Ludwig           | Duitse Democratische Republiek | 45u 55' 36" |
| 2    | Jean-François Chaurin | Frankrijk                      | op 3' 36"   |
| 3    | Maarten Ducrot        | Nederland                      | op 4' 37"   |
| 4    | Pasçal Guyot          | Frankrijk                      | op 7' 30"   |
| 5    | Yvon Madiot           | Frankrijk                      | op 10' 29"  |
| 6    | Bernd Drogan          | Duitse Democratische Republiek | op 10' 41"  |
| 7    | Charly Mottet         | Frankrijk                      | op 10' 29"  |
| 8    | Fabian De Vooght      | Frankrijk                      | op 11' 25"  |
| 9    | Jonathan Boyer        | Verenigde Staten               | op 12' 15"  |
| 10   | Mario Kummer          | Duitse Democratische Republiek | op 12' 40"  |
| 11   | Siegfried Hekimi      | Zwitserland                    | op 12' 59"  |

### Puntenklassement
| rang | renner      | land                           | tijd |
| ---- | ----------- | ------------------------------ | ---- |
| 1    | Olaf Ludwig | Duitse Democratische Republiek | p    |

### Bergklassement
| rang | renner                | land     | tijd |
| ---- | --------------------- | -------- | ---- |
| 1    | Antonio Alvez Pereira | Portugal | p    |